# Jean François Aimée Gottlieb Philippe Gaudin
Jean François Aimée Gottlieb Philippe Gaudin (Longirod, cantón de Vaud, 1766- 1833) fue un pastor, profesor y botánico suizo.
Fue el autor de una monumental "Flora Helvetica" en 7 vols., donde describe numerosas especies nuevas. Además de musgos, algas y setas; su herbario conservado en el "Museo y Jardines Botánicos Cantonales de Vaud", contienen 3.534 etiquetas de fanerógamas.
Desarrolló su cátedra de Botánica en Lausana

## Algunas publicaciones

### Libros
- hans rudolf Maurer, jean françois Gaudin. 1817. Abrégé de l'histoire de la Suisse. Editor chez Orell Fussli, 167 pp.

## Honores

### Epónimos
Se nombra al Género Gaudinia en su honor.
- La abreviatura «Gaudin» se emplea para indicar a Jean François Aimée Gottlieb Philippe Gaudin como autoridad en la descripción y clasificación científica de los vegetales.[1]

Tiene 329 registros IPNI de sus identificaciones y nombramientos de nuevas especies, con un buen número de la familia de Poaceae; publicándolas habitualmente en : Fl. Helv.; Agrost. Helv.; Syn. Fl. Helv.